# Bruandella reticulatella
Bruandella reticulatella is een vlinder uit de familie van de zakjesdragers (Psychidae). De wetenschappelijke naam van deze soort is voor het eerst voorgesteld als Psyche reticulatella door Charles Théophile Bruand d'Uzelle in een publicatie uit 1953.
De soort komt voor in Kroatië, Bosnië en Herzegovina, Montenegro, Kreta en Turkije.